# گذرگاه مرزی تمرچین
گذرگاه مرزی تمرچین یکی از مرزهای رسمی بین ایران و عراق است که در استان آذربایجان غربی و نزدیک به شهر پیرانشهر قرار دارد. این گذرگاه مرزی به ویژه برای تردد مسافران و تجارت با اقلیم کردستان عراق اهمیت بالایی دارد.
گذرگاه تمرچین به دلیل موقعیت جغرافیایی خود، به عنوان یکی از مسیرهای اصلی برای صادرات و واردات کالا بین ایران و عراق شناخته می‌شود. همچنین در ایام اربعین و دیگر مناسبت‌های مذهبی، این گذرگاه به عنوان یکی از مسیرهای پرتردد زائران ایرانی به سمت عراق مورد استفاده قرار می‌گیرد.
زیرساخت‌های این گذرگاه در سال‌های اخیر بهبود یافته است تا بتواند از عهده حجم بالای تردد مسافران و کالاها برآید. این مرز یکی از نقاط استراتژیک در روابط اقتصادی و فرهنگی بین ایران و عراق، به ویژه اقلیم کردستان عراق، محسوب می‌شود.